# Balthasar von Hanau-Münzenberg
Balthasar von Hanau-Münzenberg (* 29. Juni 1508; † 9. Dezember 1534, in Hanau) war ein nachgeborener Sohn des Grafen Reinhard IV. von Hanau-Münzenberg (1473–1512) und der Gräfin Katharina von Schwarzburg-Blankenburg († 1514).
Balthasar war nicht verheiratet. Er wirkte seit 1529 als Mitvormund für seinen Neffen, den Grafen Philipp III. von Hanau-Münzenberg, dessen Vater früh verstorben war. Im Sinne seines Bruders setzte er die Arbeiten an der Stadtbefestigung Hanau fort, die um einen Befestigungsring nach neuestem technischen Standard der Renaissance ergänzt wurde.
Auch Balthasar starb früh, wie viele männliche Mitglieder der Familie von Hanau-Münzenberg. Bestattet wurde er im Chor der Marienkirche in Hanau. Ein Brustbild von ihm in Stein schmückte ein Hanauer Stadttor bis zu dessen Abriss im 18. Jahrhundert. Das Porträt gelangte in den Besitz des Hanauer Geschichtsvereins und wurde bei dem Bombenangriff auf die Stadt Hanau am 19. März 1945 zerstört. Erhalten sind davon lediglich Zeichnungen.

## Vorfahren
| Ahnentafel Graf Balthasar von Hanau-Münzenberg | Ahnentafel Graf Balthasar von Hanau-Münzenberg                                                              | Ahnentafel Graf Balthasar von Hanau-Münzenberg                                                              | Ahnentafel Graf Balthasar von Hanau-Münzenberg                                                              | Ahnentafel Graf Balthasar von Hanau-Münzenberg                                                              | Ahnentafel Graf Balthasar von Hanau-Münzenberg | Ahnentafel Graf Balthasar von Hanau-Münzenberg |
| ---------------------------------------------- | --- | --- | --- | --- | ---------------------------------------------- | ---------------------------------------------- |
| Urgroßeltern                                   | Reinhard III. von Hanau (* 1412; † 1452) ⚭ Margarethe von Pfalz-Mosbach (* 1432; † 1457)                    | Johann IV. von Nassau-Dillenburg (* 1410; † 1475) ⚭ Marie von Loon-Heinsberg (* 1424; † 1502)               | Heinrich XXVI. von Schwarzburg-Blankenburg (* 1418; † 1488) ⚭ Elisabeth von Kleve (* 1420; † 1488)          | Bruno VIII. von Querfurt (* 1426; † 1496) ⚭ Elisabeth von Mansfeld († 1482)                                 |                                                |                                                |
| Großeltern                                     | Philipp I. von Hanau-Münzenberg (* 1449; † 1500) ⚭ Adriana von Nassau-Dillenburg (* 1449; † 1477)           | Philipp I. von Hanau-Münzenberg (* 1449; † 1500) ⚭ Adriana von Nassau-Dillenburg (* 1449; † 1477)           | Günther XXXVIII. von Schwarzburg-Blankenburg (* 1450; † 1484) ⚭ Katharina von Querfurt († 1521)             | Günther XXXVIII. von Schwarzburg-Blankenburg (* 1450; † 1484) ⚭ Katharina von Querfurt († 1521)             |                                                |                                                |
| Eltern                                         | Reinhard IV. von Hanau-Münzenberg (* 1473; † 1512) ⚭ Katharina von Schwarzburg-Blankenburg (* 1470; † 1514) | Reinhard IV. von Hanau-Münzenberg (* 1473; † 1512) ⚭ Katharina von Schwarzburg-Blankenburg (* 1470; † 1514) | Reinhard IV. von Hanau-Münzenberg (* 1473; † 1512) ⚭ Katharina von Schwarzburg-Blankenburg (* 1470; † 1514) | Reinhard IV. von Hanau-Münzenberg (* 1473; † 1512) ⚭ Katharina von Schwarzburg-Blankenburg (* 1470; † 1514) |                                                |                                                |
| Balthasar                                      | | | | |                                                |                                                |

## Verweise
1. ↑  Meise, S. 49

| Personendaten    | Personendaten                   |
| ---------------- | ------------------------------- |
| NAME             | Hanau-Münzenberg, Balthasar von |
| KURZBESCHREIBUNG | deutscher Adliger               |
| GEBURTSDATUM     | 29. Juni 1508                   |
| STERBEDATUM      | 9. Dezember 1534                |
| STERBEORT        | Hanau                           |